# Pertusaria tetrathalamia
Pertusaria tetrathalamia är en lavart som först beskrevs av Fée och som fick sitt nu gällande namn av William Nylander. 
Pertusaria tetrathalamia ingår i släktet Pertusaria och familjen Pertusariaceae. Inga underarter finns listade i Catalogue of Life.